# Storglaciären
Storglaciären är en glaciär i Tarfaladalen på östra sluttningen av Kebnekaise i Lappland.
Glaciären dokumenterades först av Fredrik Svenonius och fotograferades av honom redan 1886. Storglaciären kom att bli huvudsakligt studieobjekt för Tarfala forskningsstation då den grundades på 1940-talet och mätserierna av Storglaciärens massbalans, som startade 1946 är världens längsta. Den långvariga forskning som bedrivits på glaciären gör att den idag tillhör de mest kartlagda glaciärerna i världen.
Storglaciären är cirka 3,5 km lång och har en yta av 3,1 km². Glaciären sträcker sig från cirka 1 700 meters höjd ner till cirka 1 150 meter över havet. Isens medeldjup är 100 meter och det maximala djupet är cirka 250 meter. Glaciären avancerade kraftigt under 1800-talet och nådde en maximal utbredning i modern tid runt 1910 då den åter fotograferades av Svenonius. Därefter har fronten retirerat ungefär 500 meter till dagens position.